# 猎刀

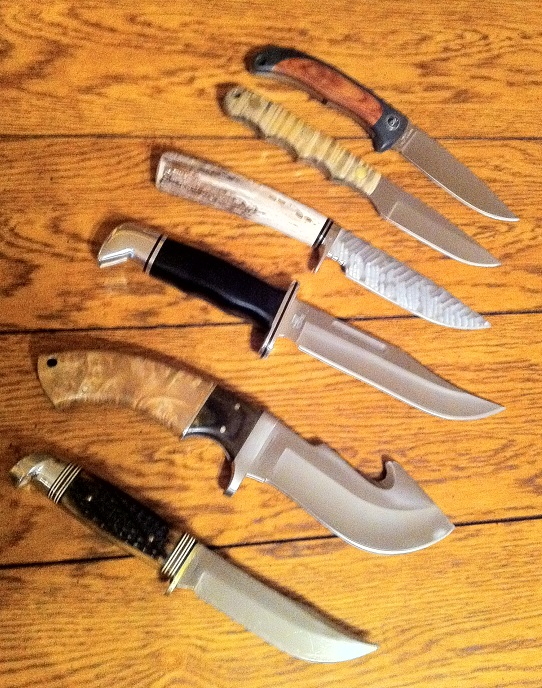
各种猎刀

猎刀是人們在狩獵時用于將被捕獲的準備食用的獵物剥皮和切肉的刀具。它与直接杀死獵物的狩猎匕首有所不同。猎刀本身的造型也是朝切割動物的方向設計，并且通常獵刀只有一邊有锋利的边缘。大多数獵刀外型看上去略有弯曲。 